# Darvis Patton
Darvis Darell "Doc" Patton (Dallas, 4 de dezembro de 1977) é um atleta norte-americano, especialista nos 100 metros rasos.
Em Atenas 2004, foi medalhista de prata nos 4x100 m rasos. Em Pequim 2008, ficou em oitavo lugar nos 100 metros livres, e não passou à final dos 4x100 m. Sua melhor marca nos 100 metros é de 9s89, obtida duas vezes, em 2008 e 2009.
Perdeu a medalha de prata obtida com a equipe do revezamento 4x100 metros nos Jogos Olímpicos de Londres 2012 após a desclassificação de Tyson Gay, em maio de 2015, por ter sido flagrado no exame antidoping por uso de esteroides.